# Flüssigmetall
Der Begriff Flüssigmetall wird zur Bezeichnung von Metallen im flüssigen Zustand, aber auch als Produktbezeichnung für Metallpulver-Epoxidharz-Dispersionen (z. B. leitfähige Klebstoffe oder Wärmeleitpaste) verwendet.

## Bei Raumtemperatur flüssige Metalle
Nur ein metallisches Element ist bei Raumtemperatur (20 °C) flüssig, das Quecksilber mit einem Schmelzpunkt von −38,83 °C. Mitunter werden auch Francium (geschätzt: 27 °C), Cäsium (28,44 °C) und Gallium (29,76 °C Schmelztemperatur) zu den elementaren Flüssigmetallen gerechnet.
Es gibt aber auch metallische Legierungen, die bei Raumtemperatur flüssig sind:
- Legierungen aus Alkalimetallen wie NaK, einer Legierung von Natrium mit Kalium.
- Legierungen, die Gallium enthalten, wie Galinstan aus Gallium, Indium und Zinn.
- Legierungen, die Quecksilber enthalten, wie die eutektische Quecksilber-Thallium-Legierung mit 8,5 % Thallium, welche bei −58 °C schmilzt.

Flüssige Metalle werden zum Beispiel in Flüssigkeitsthermometern, als Elektroden, Kühlmittel, oder Wärmeleitpasten verwendet.
An offener Atmosphäre können Gallium und dessen Legierungen mit Einschränkung benutzt werden. Gallium bildet zwar im festen Zustand ähnlich wie Aluminium eine passivierende Oxidschicht. Im flüssigen Zustand bricht diese Schicht aber auf, so dass das Gallium mit der Zeit oxidiert. Die beiden anderen Gruppen sind nicht für den Gebrauch an offener Atmosphäre geeignet:
- Alkalimetalle korrodieren an Luft extrem schnell; bei höheren Temperaturen oder in Verbindung mit Wasser besteht gar Explosionsgefahr.
- Quecksilber verdunstet bei Raumtemperatur und ist stark toxisch. Der Einsatz von Quecksilber an freier Atmosphäre ist deswegen in der EU und in vielen anderen Ländern verboten bzw. mit strengen Auflagen verknüpft.

## Niedrigschmelzende Legierungen
In der Technik werden auch alle Metalle als Flüssigmetall bezeichnet, die sich bei ihrer Anwendung im flüssigen Zustand befinden. Dabei handelt es sich hauptsächlich um Metalle, deren Schmelzpunkte unter 350 °C liegen. So zum Beispiel wird bei der Herstellung von Fensterglas flüssiges Zinn verwendet, auf dem die Glasschmelze fließt und aushärtet (siehe Floatglas). Flüssiges Natrium wird als Kühlmittel in Kernreaktoren (vor allem in schnellen Brütern) oder Hochleistungsmotoren verwendet.
Die niedrigschmelzenden Metall-Legierungen sind meist eutektische Legierungen aus verschiedenen Elementen (in gew.%), die bereits elementar einen eher tiefen Schmelzpunkt haben, darunter insbesondere Bismutlegierungen und Galliumlegierungen:
| Legierung             | Schmelzpunkt  | eutektisch | Bismut | Blei   | Zinn   | Indium | Cadmium | Thallium | Gallium |
| --------------------- | ------------- | ---------- | ------ | ------ | ------ | ------ | ------- | -------- | ------- |
| Roses Metall          | ca. − 94 °C   | nein       | 50 %   | 25 %   | 25 %   | –      | –       | –        | –       |
| Cerrosafe             | ca. − 74 °C   | nein       | 42,5 % | 37,7 % | 11,3 % | –      | 8,5 %   | –        | –       |
| Woodsches Metall      | ca. − 70 °C   | ja         | 50 %   | 26,7 % | 13,3 % | –      | 10 %    | –        | –       |
| Fieldsches Metall     | ca. − 62 °C   | ja         | 32,5 % | –      | 16,5 % | 51 %   | –       | –        | –       |
| Cerrolow 136          | ca. − 58 °C   | ja         | 49 %   | 18 %   | 12 %   | 21 %   | –       | –        | –       |
| Cerrolow 117          | ca. − 47,2 °C | ja         | 44,7 % | 22,6 % | 8,3 %  | 19,1 % | 5,3 %   | –        | –       |
| Bi-Pb-Sn-Cd-In-Tl     | ca. − 41,5 °C | ja         | 40,3 % | 22,2 % | 10,7 % | 17,7 % | 8,1 %   | 1,1 %    | –       |
| EGa-In                | ca. − 15,5 °C | ja         | –      | –      | –      | 24,5 % | –       | –        | 75,5 %  |
| EGa-In-Sn (Galinstan) | ca. − 10,5 °C | ja         | –      | –      | 10 %   | 21,5 % | –       | –        | 68,5 %  |
| Galinstan*            | ca. −19 °C    | nein       | –      | –      | 9,1 %  | 19,4 % | –       | –        | 70,9 %  |

* Der Schmelzpunkt (und die Oberflächenspannung) von Galinstan ist durch Beimengungen (z. B. von Fließmittel) geringer als der Schmelzpunkt der puren eutektischen Ga-In-Sn-Legierung.

## Dispersionen
Im Handel befinden sich zahlreiche Produkte, die als Flüssigmetall bezeichnet werden (Petec Flüssigmetall, Loctite 3450, Conrad Flüssigmetall usw.). Meist sind dies Metall- oder Keramik-Dispersionen in Epoxidharz, die nach dem Aushärten metallähnliche Materialeigenschaften besitzen und zum Verkleben oder Ausbessern von Metallgegenständen benutzt werden. Auch Wärmeleitpasten wie z. B. Arctic Silver werden zuweilen als Flüssigmetalle bezeichnet.
Im Handel befinden sich Produkte, die ebenfalls als Flüssigmetall bezeichnet werden. Dahinter verbirgt sich meist ein in einem Polymer eingebettetes Metallpulver, das ähnlich einem Öl oder einer Paste verarbeitet wird und unter bestimmten Bedingungen metallische Eigenschaften (Festigkeit) nachbildet.
Außerdem befinden sich im Handel Legierungen wie Reflex S01, Gunsmoke, Bronze, Messing und in aufbereiteten Mischungen die Standardmetalle wie Aluminium, Eisen, Kupfer und Zinn, die im kalten Spritz- oder Lackierverfahren aufgetragen werden können. Die Metallpartikel werden im kalten Zustand mit einem Polyester und Härter gemischt und sind dann ca. 60 Minuten lackierbar. Es können Lackieranlagen wie im Kfz-Bereich oder auch industrielle Lackieranlagen dafür verwendet werden. Die aufgebrachte Schicht beträgt ca. 180 µm. Dickere Schichten sind ebenfalls möglich. Bei dem Reduzieren der Oberfläche mittels Schleifen um ca. 25 µm wird hauptsächlich der Lackiernebel abgetragen. Danach liegt eine Oberfläche vor, die ca. 95 % Metalle enthält. Die gesamte Matrix verfügt über ca. 85–90 % Metall. Die Oberflächen verfügen über nahezu alle Eigenschaften wie solide Metalle. Sie sind jedoch elektrisch nichtleitend. Die Oberflächen können weiter behandelt werden (matt, satiniert, hochglanz, patiniert in grün, schwarz, rost).

## Metallische Gläser
Auch im deutschsprachigen Raum sorgt die Übersetzung des Firmen-Namens Liquidmetal Technologies zuweilen für Verwirrung. Die von Liquidmetal hergestellten Legierungen bilden metallische Gläser, sind aber bei Raumtemperatur nicht flüssig (allenfalls amorph) und haben Schmelzpunkte von mehreren hundert Grad Celsius. Gläser werden zwar in der Physik oft als eingefrorene Flüssigkeiten betrachtet, sind jedoch keine Flüssigkeiten im allgemeinen Sprachgebrauch. Besonders in populärwissenschaftlichen Artikeln über die sehr moderne und exotische Materialklasse der metallischen Gläser wird oft von Flüssigmetall geschrieben, was jedoch in der Regel auf sprachliche Missverständnisse und mangelnde Sachkenntnis zurückzuführen ist.